# Kanchanpur
Kanchanpur é uma vila no distrito de Dhalai, no estado indiano de Tripura.

## Demografia
Segundo o censo de 2001, Kanchanpur tinha uma população de 7 678 habitantes. Os indivíduos do sexo masculino constituem 52% da população e os do sexo feminino 48%. Kanchanpur tem uma taxa de literacia de 83%, superior à média nacional de 59,5%: a literacia no sexo masculino é de 86% e no sexo feminino é de 79%. Em Kanchanpur, 10% da população está abaixo dos 6 anos de idade.